# Iglesia de Santo Tomás Cantuariense (Salamanca)
La iglesia de Santo Tomás Cantuariense es una iglesia tardorrománica del siglo XII situada en la ciudad de Salamanca (España), levantada por los maestros hermanos Ricardo y Randulfo. Se levantó en honor de Santo Tomás Becket, arzobispo de Canterbury, que fue martirizado en 1170 y canonizado por el papa Alejandro III dos años después. 
El famoso dramaturgo salmantino Lucas Fernández fue sacerdote de la iglesia en la primera mitad del siglo XVI (desde 1514, coincidiendo con la publicación de su impreso teatral Farsas y églogas).

## Historia

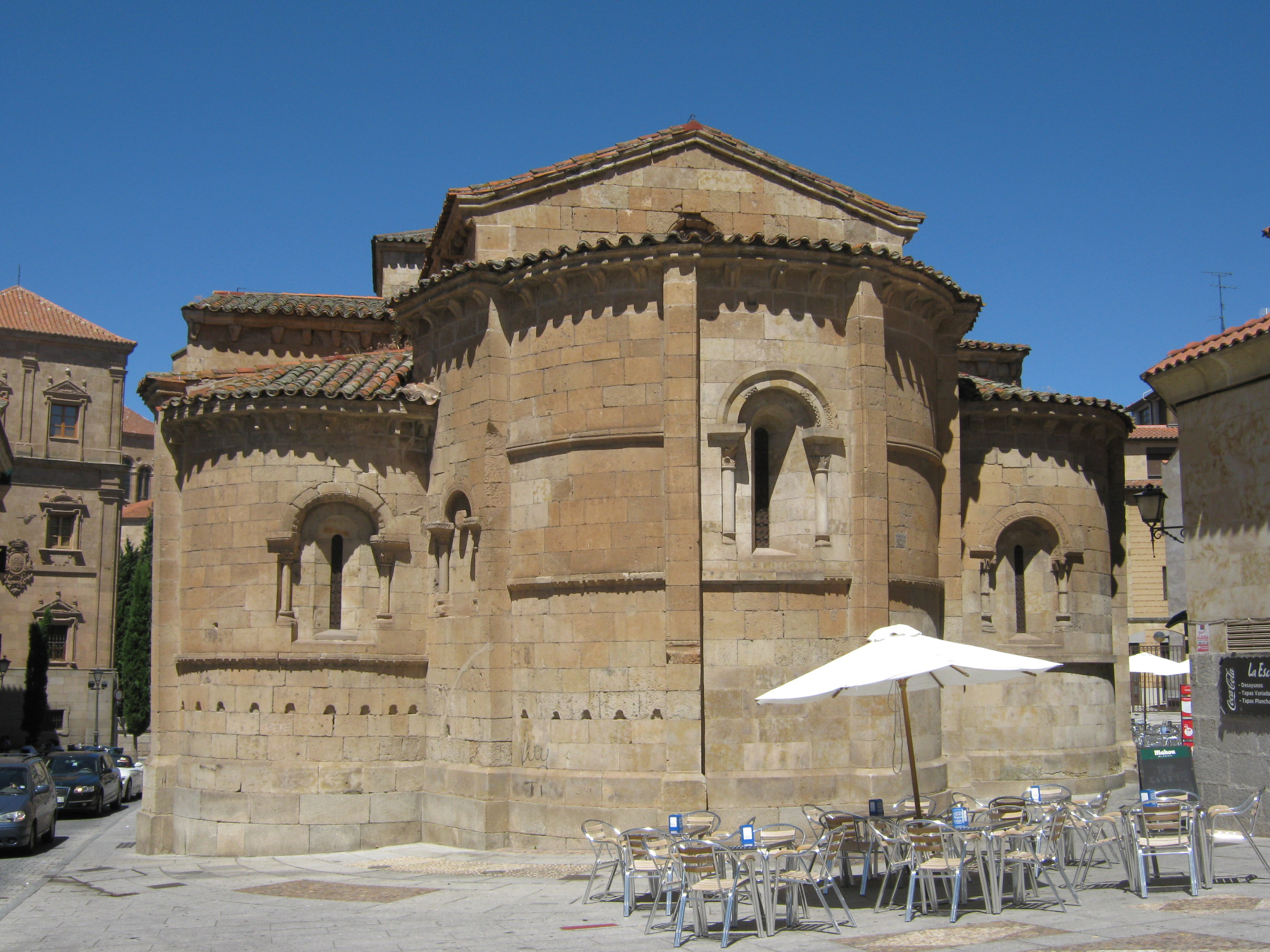
Ábsides románicos

Fue fundada en 1175 por los hermanos ingleses Ricardo y Randulfo, siendo la primera, fuera de Inglaterra, que se dedica al primado de Inglaterra Tomas Beckett, obispo de Canterbury, apenas tres años después de la canonización del santo británico en 1172 y a los cinco años de su fallecimiento por martirio (1170).
Fue fundada por iniciativa privada de estos hermanos con la intención de difundir el culto al santo en la ciudad. Ricardo y Randulfo se citan en los documentos con el apelativo de “magister”, añadiendo a Randulfo el de “capellanus” de la catedral. Estos hermanos eran canónigos y magistros documentados en el capítulo salmantino entre los años 1179 y 1190.
Pese a que su fundación se establece en 1175, es posible que la iglesia se levantara hacia o durante el primer tercio del siglo XIII, si tomamos en cuenta ciertos rasgos estructurales.

### Contexto en la ciudad
A finales del siglo XI, la ciudad de Salamanca recuperará el esplendor perdido en el periodo de la conquista musulmana (debido a su posición geográfica y su poca relevancia en cuanto a su pasado romano). En esta repoblación recuperará su carácter de civitas al reinstaurarse la sede episcopal.
Alfonso VI deja en manos de su yerno, Raimundo de Borgoña (casado con doña Urraca) la repoblación y restablecimiento de la sede episcopal. De la mano del obispo de origen francés Jerónimo de Périgord, restauró la sede episcopal (1102), unida en ese momento a Zamora.
La Iglesia de Santo Tomás Cantuariense se halla en el lado oriental de la ciudad, en lo que en época repobladora fue el territorio de los portugaleses, muy cerca de la muralla y de la puerta del mismo nombre. En este territorio se instalaron los repobladores procedentes de Portugal y de Braganza.

### El paso del santo por la Península
En 1170 se produce el martirio de Santo Tomás Becket, es asesinado dentro de su propia catedral. En el mismo año, Leonor Plantagenet, hija de Enrique II de Inglaterra, se casó con Alfonso VIII de Castilla. Esto produce que el culto cantuariense se traslade a la Península Ibérica, especialmente impulsado por la reina Leonor.
Esto solo nos confirma que el templo salmantino sería uno de los primeros erigidos en la península dedicados a este santo. Además, los templos de Toledo, Barcelona, Zaragoza, Burgos, Zamora y Astorga pueden ser algunos ejemplos de la rápida difusión que adquirió el culto cantuariense en el siglo XII por toda la península.

## Aspectos formales
El templo es de cruz latina y de una sola nave cubierta con techumbre de madera. Se trata sin duda de un edificio armónico de pequeñas dimensiones y destaca en su exterior por sus tres ábsides semicirculares escalonados, animados por pilastras y ventanas molduradas, de los que sobresale el crucero en altura, cuya cornisa corrida está decorada con modillones con cabezas humanas, de animales y motivos vegetales. La portada, en la fachada norte, tiene arquivoltas apuntadas sobre columnas esculpidas, añadida en el siglo XVI y el interior sorprende por su absoluta ausencia de ornamentación, aunque hay algunos capiteles de especial relevancia, recordando la escultura del siglo XII.
El trabajo de cantería, realizada en la Catedral Vieja de Salamanca, fue una de las influencias a la hora de hacer esta iglesia, esto se observa en los capiteles de la entrada de la iglesia o en la organización de los ábsides.

### Exterior
Según Bango Torviso el proyecto original comprendería un edificio basilical de tres naves, pero, tal vez por falta de recursos económicos, se tuvo que abandonar y quedó así una planta de cruz latina similar a la de alguna otra iglesia castellano-leonesa. Posteriormente en el siglo XVI se le añadió una torre-pórtico a los pies con portada y campanario.

#### Muro norte
Se observa una primitiva portada románica, formada por dos arquivoltas apuntadas, decoradas con bocel, apoyadas en columnas. Los capiteles con motivos vegetales están rematados con volutas, estas se asemejan a algunas del cimborrio de la Catedral Vieja. El canecillo central, sobre la puerta, es en forma de tonel y a ambos lados otros dos con modillones de rollos. Estos modillones recuerdan al arte musulmán y mozárabe.
En la parte del transepto se abre una ventana con una arquivolta, la cual se apoya en unas columnas con capiteles de estilo vegetal y cimacios lisos. En cambio, en la parte del ábside se abre un vano rectangular sin decoración en el que se observan canecillos zoomórficos, entre otros. 

#### Cabecera
Está levantada sobre un zócalo de sillería de dos hiladas y formada por tres ábsides semicirculares, siendo el central de mayor altura y anchura. 
El ábside de la capilla mayor está dividido verticalmente en tres paños por pilastras escalonadas que llegan hasta la cornisa. Horizontalmente se estructura en tres cuerpos por medio de dos impostas , la inferior de bolas y la superior de nacela. Se abre una ventana aspillerada con un arco de medio punto que se apoya en dos columnillas con capiteles de hojas muy esquemáticas.
En los ábsides laterales se repite el esquema del central.
Lo que más llama la atención son los dos arcos ciegos que adornan los tramos rectos exteriores del presbiterio El del muro norte cobija una rosácea de diez pétalos y un disco de radios curvos.

#### Muro sur
Se ve una cabeza antropomorfa muy erosionada. Se repite la forma del arco con otro disco de radios curvos en el frontón meridional del transepto.
Los muros se rematan con cornisa moldurada , sostenida por canecillos de variados motivos. Los del central, presentan un bocel vertical entre medias cañas, similares a los de las iglesias zamoranas.

### Interior

#### Esculturas y relieves
En los capiteles del crucero vemos motivos vegetales y otras ornamentaciones animadas de tipo orgánico. Destaca, en el lado de la epístola, un capitel con la escena del enfrentamiento de dos jinetes, una alegoría a la guerra entre cristianos y musulmanes en la Reconquista.
En las ménsulas que sostienen los nervios de la bóveda de crucería que cubre el transepto encontramos diferentes rostros que representan a varias etnias del mundo, dando a entender que la tarea no es solamente seguir a Cristo, sino también convertirse en misioneros que difundan su mensaje y palabra por toda la tierra.
En la parte de la cabecera, encontramos un sagrario del siglo XV, del estilo hispanoflamenco. Aparecen unos ángeles muy expresivos y tallados, antes policromados. Éstos sostienen los elementos de la Pasión (el látigo, los tres clavos y la corona de espinas), dándonos a entender que Cristo está vivo y presente entre nosotros a través del pan de la eucaristía, elemento que se guarda en este sagrario.
Enfrente del sagrario, junto al altar, en el lateral del ábside, se encuentra un Cristo crucificado del siglo XVI, de estilo hispanoflamenco y muy expresivo, que nos mueve al dolor y a la pasión. Pretende que el espectador entre en un proceso de conversión para descubrir el sacrificio que Cristo ha hecho por él.
La tumba de don Diego de Velasco (†1512), obispo de Caliopoli (Italia), con estatua yacente de piedra, se halla en el fondo del lado derecho del transepto. En cuanto a las puertas, interesa la septentrional, pues pertenece a la obra primitiva, aunque muy reformada en época barroca.

#### Retablo
El retablo contiene una tabla de la Virgen con el Niño. Se trata de la Virgen de la Consolación, una pintura del siglo XVI. Representa a la virgen María recogiendo a la gente que se encuentra cansada, por el sufrimiento de la vida, ofreciéndoles como consolación a su hijo. Sostiene con una mano a Cristo y con la otra una cesta de frutas, escogiendo dos cerezas, un fruto rojo que nos habla del camino que Cristo elige para consolarnos, el de la Pasión.
A los pies del retablo se encuentra el sepulcro de Luis de la Peña.

## Restauraciones
Durante el siglo XX se realizó una restauración de estilo de la parte exterior del edificio, fácilmente apreciable en la zona del ábside, esta intervención buscaba revertir la reforma realizada en el siglo XVIII, devolviendo la iglesia a su forma primitiva, en concreto se modifican las ventanas del ábside central, que tras la intervención del siglo XVIII tenía forma rectangular, y las de los laterales, que habían quedado cegadas. Además también se sustituyeron varios sillares de la zona inferior de la iglesia, los cuales estaban muy desgastados. 
En el interior, en los brazos del crucero se mantienen los cañones primitivos, mientras que el crucero fue modificado en época barroca para añadir una cúpula sobre pechinas, se especula si antes había una románica. También se realizó una intervención para revertir la modificación del siglo XVIII, en la que se habría cambiado la cubierta de madera por una falsa bóveda de ladrillo con yesería, tras la restauración se decidió devolver a la iglesia la cubierta de madera
En cuanto al entorno que rodea la iglesia se fue destruyendo paulatinamente el corralillo que rodeaba la iglesia, sustituyendo las viviendas de una o dos alturas por edificios de mayor altitud, desligando a la iglesia de su contexto original.